# جيم مكدونالد
جيم مكدونالد (3 مايو 1954 بغلاسكو في المملكة المتحدة - ) هو لاعب كرة قدم كندي في مركز الدفاع. شارك مع منتخب كندا تحت 20 سنة لكرة القدم ومنتخب كندا لكرة القدم. أما مع النوادي، فقد لعب مع تورونتو بليزارد وكليفلاند فورس ‏.

## وصلات خارجية
- جيم مكدونالد على موقع ناشيونال فوتبول تيمز (الإنجليزية)